# Fontinalis sphagnifolia
Fontinalis sphagnifolia là một loài Rêu trong họ Fontinalaceae. Loài này được (Müll. Hal.) Wijk & Margad. mô tả khoa học đầu tiên năm 1962.